# 홍장표 (1959년)
홍장표(洪章杓, 1959년 8월 19일~)는 대한민국의 정치인이다. 18대 총선에서 친박연대 소속으로 당선됐으나 경쟁 후보를 비방한 사실이 유죄로 인정되어 법원으로부터 당선 무효형을 선고받았다.

## 경력
- 1991~1995: 제1대 안산시의회 의원
- 1995~1998: 제2대 안산시의회 의원
- 1998~2002: 제3대 안산시의회 의원
- 1998~2008: 안산시 생활체육 축구연합회 회장
- 2002~2004: 제6대 경기도의회 의원
- 2005~2008: 한나라당 경기도당 안산시상록구을 당원협의회 운영위원장
- 박근혜 특별보좌역
- 2008.5~2008.7: 제18대 친박연대 국회의원
- 2008.7~2009.7: 제18대 한나라당 국회의원
- 2015~2017.2: 새누리당 경기도당 안산시상록구을 당원협의회 운영위원장
- 2015.5~: 홍장표 미래도시연구소 이사장
- 2017.2~2020.2: 자유한국당 경기도당 안산시상록구을 당원협의회 운영위원장
- 자유한국당 경기도당 수도권규제완화위원장
- 2018.2: 자유한국당 국토교통위원회 정책자문위원
- 2019.3: 자유한국당 당대표 특별보좌역
- 2020.2: 미래통합당 경기도당 안산시상록구을 당원협의회 운영위원장
- 2020.9: 국민의힘 경기도당 안산시상록구을 당원협의회 운영위원장
- 2021.12~2022.01: 국민의힘 경기도 살리는 선거대책위원회 선거대책위원장단 공동선거대책위원장

## 전과
- 공직선거법위반: 벌금 500만원 - 2008년 12월 30일 선고[1]

## 역대 선거 결과
|  | 26.2% |

|  | 45.80% |

|  | 60.55% |

|  | 58.20% |

|  | 17.64% |

|  | 32.21% |

|  | 32.49% |

|  | 40.74% |

|  | 5.80% |